# Place des Jacobins (Le Mans)
Pour les articles homonymes, voir Place des Jacobins.
La place des Jacobins est l'une des plus importantes du Mans, préfecture du département français de la Sarthe. 

## Situation et accès
Située en contrebas de la Cathédrale Saint-Julien, elle est limitée à l'est par l'Espace Culturel des Jacobins (y était implanté jusqu'en 2009 le théâtre municipal, aujourd'hui détruit) et au sud par une Cité judiciaire créée à la fin des années 1980. Du couvent des Jacobins, auquel elle doit son nom, il ne reste que les Quinconces. Ce fut probablement le premier lieu habité de la ville, avant même le vieux Mans et le forum romain, actuelle place Saint-Michel.
Pendant tout le XIXe siècle, les maires se sont attachés à aménager autour de la place suffisamment de voies de communications pour permettre des liaisons rapides aux points névralgiques de la ville,,.
Le site est desservi par une station de Tramway.

## Origine du nom
Elle remémore le couvent des Jacobins qui y était installé et dont il ne reste que les Quinconces.

## Historique

### À l'origine

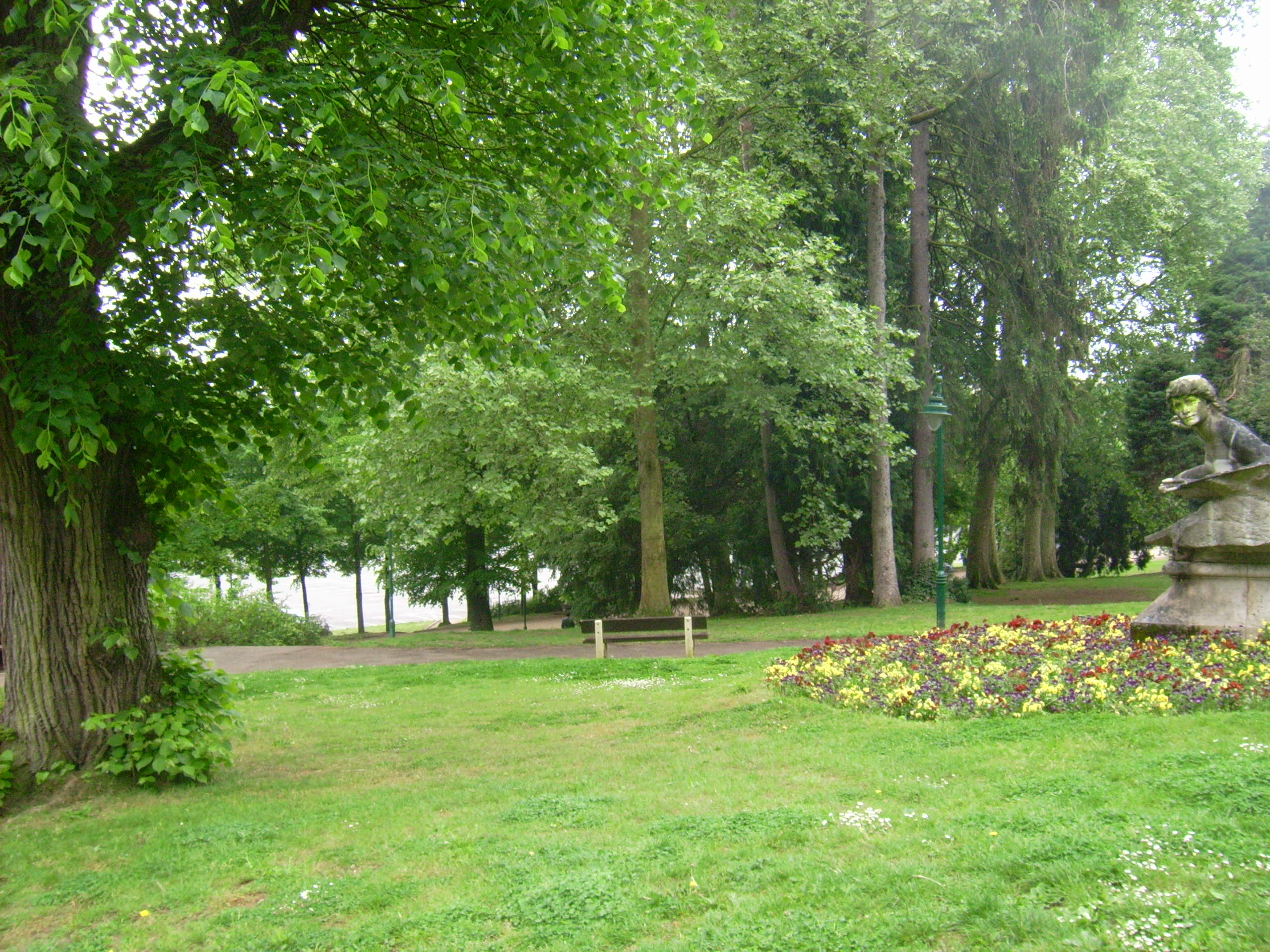
Le jardin des Quinconces du Mans où des fouilles ont été entreprises pour redécouvrir des traces de la cité gallo-romaine.

Initialement, c'était un vallon, appelé symboliquement « vallon d'Isaac » où, au Moyen Âge coulait un ruisseau, mince bras de la Sarthe toute proche dont on a, de nos jours, dévié le cours dans les égouts.
Dès l'époque gallo-romaine comme ont pu le prouver les fouilles des années 1980 lors de la création de la cité judiciaire et du parking de l'Étoile, le site était habité. La première occupation gauloise aurait comporté des constructions en bois et en terre dont les restes ont été retrouvés au fond de l'ancien vallon. Puis, sous le règne de Claude, entre 41 et 54 de notre ère, on effectua des travaux de remblai et déblai pour l'aménagement de thermes publics, à l'emplacement actuel des sous-sols de l'École des beaux-arts. Ces découvertes témoignent de la romanisation de la ville par un effort d'aménagement de l'espace naturel.

### Construction d'un amphithéâtre gallo-romain

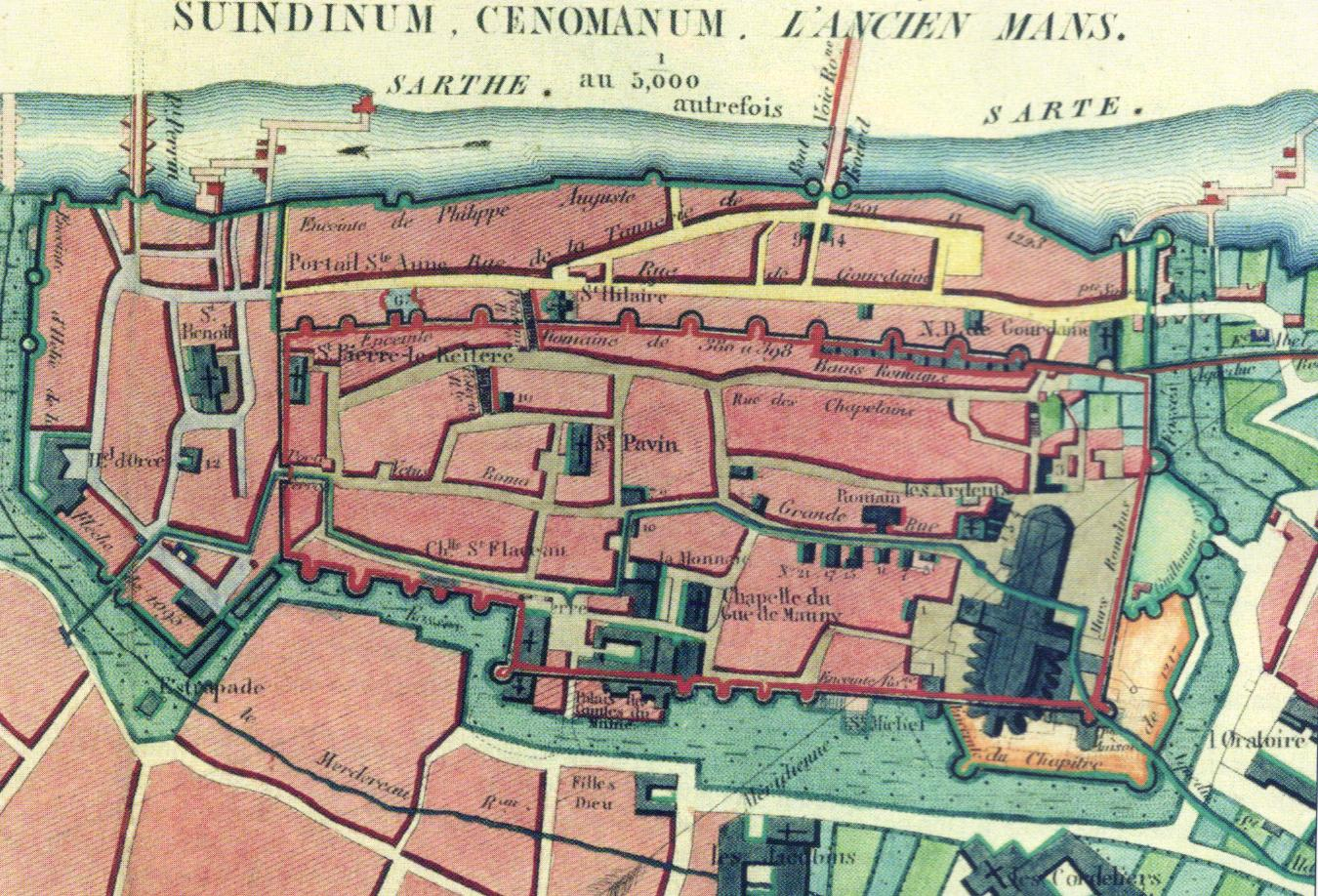
Reconstitution archéologique du Mans

De l'époque gallo-romaine subsiste un important vestige sous le forme d'un amphithéâtre sur lequel nous possédons peu d'informations vraiment fiables. Son existence, si elle n'est pas spéculative, n'a d'abord été que le résultat d'une supposition ébauchée sous la Révolution avant sa disparition totale en 1833. On estime que le bâtiment faisait entre 100 et 110 mètres de diamètre, sans que nous sachions avec certitude si les gradins étaient disposés en cercle complet ou en demi-cercle. En outre, l'identification même de l'édifice pose problème. Le Courrier patriote du 26 février 1792 a prématurément parlé d'amphithéâtre, alors que l'édifice ressemblait davantage à une véritable arène. De fait, les dénominations des rues alentour conservées depuis des décennies sont assez révélatrices : rue du Cirque, rue des Gladiateurs… La multiplication de plans et de croquis réalisés depuis la fin du XVIIIe siècle ont fait perdre jusqu'à aujourd'hui le véritable plan du site. Cependant, l'étagement naturel se prêtait sans aucun doute à un tel type de construction.

### Aménagements religieux du Moyen Âge

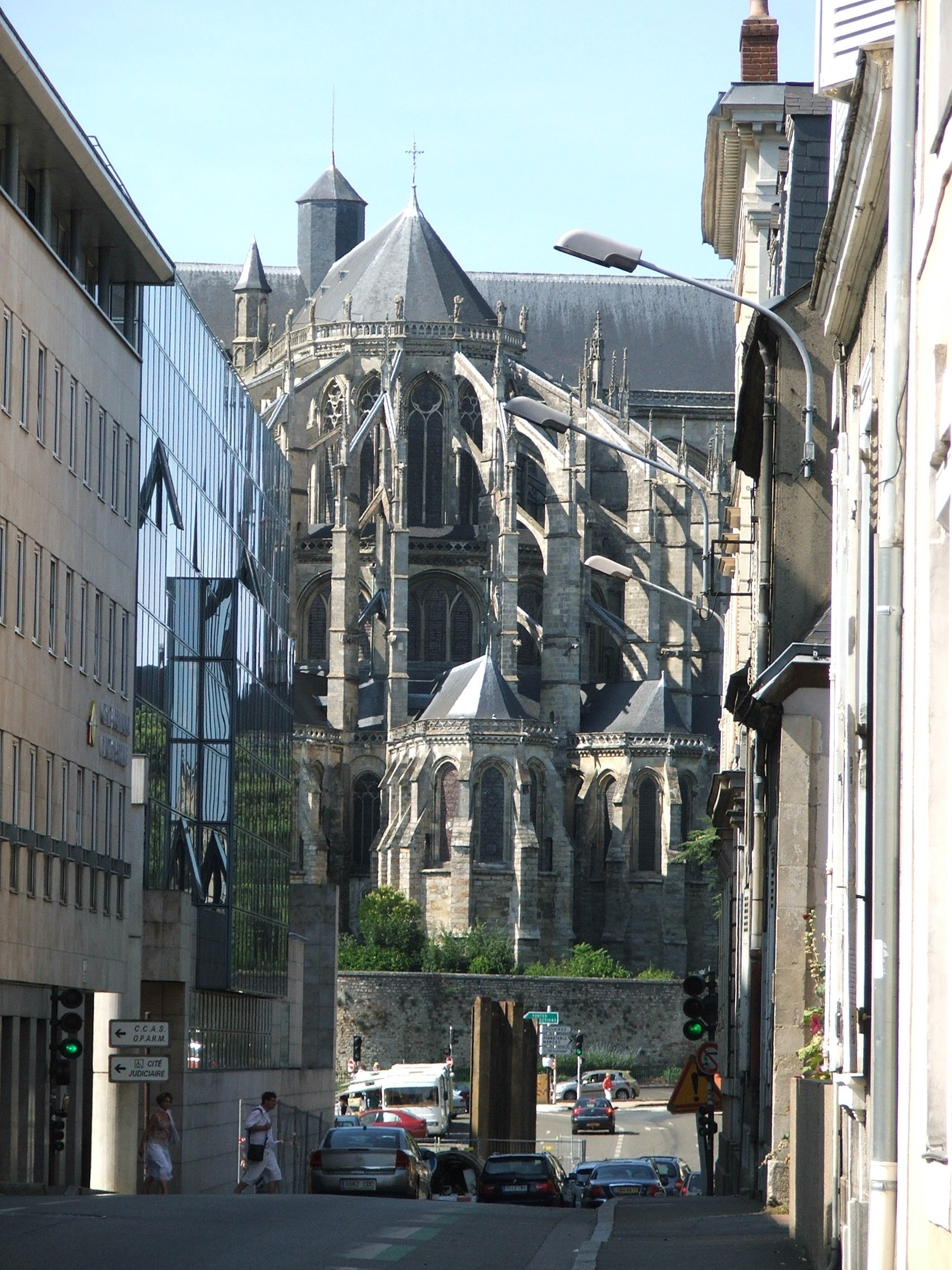
La cathédrale Saint-Julien du Mans vue depuis le sud de la place des Jacobins.

Le testament rédigé en latin d'un certain abbé Bertrand, daté de 616, signale bien la présence d'arènes non loin d'un champ de vignes : « Viniolas secus arenas ». De fait, le site restera longtemps un vignoble, situé en contrebas sur une bute du vallon créée en même temps que les remparts au moment de la fortification. La conséquence de cette édification sera préjudiciable à l'expansion de la ville, intramuros difficilement expansible. Cependant, l'ensemble de l'actuelle place des Jacobins est occupé par la vigne irriguée par un ruisseau et par quelques cultures que permet un sol marécageux.
La Cathédrale Saint-Julien, célèbre pour son chœur gothique, construite à partir de 1090, est consacrée en avril 1254. Il a fallu pratiquer une brèche dans la muraille à l'occasion de son édification. On construit des couvents dès la fondation des ordres mendiants : le couvent des Jacobins à l'est de la place en 1219 et le couvent des Cordeliers en 1231. Ils contiennent des jardins et des vignes réparties dans l'enceinte de leurs clôtures.
A l'extrémité nord-est des murailles, se dressait le château bâti par Guillaume le Conquérant à partir de 1063 afin de protéger l'entrée nord de la ville. Le château est construit à partir d'une grosse tour appelée Orbrindelle ou Grosse tour à l'est de la cathédrale. Le système de fortification du château et notamment l'achèvement de la porte défensive se situe aux alentours de 1425, au moment du siège de la ville. En 1475, la grosse tour ne possède pas moins de trois ponts levis pour la protéger. On prolonge les remparts au nord-ouest de la place actuelle, au début de la guerre de Cent Ans pour protéger les différents bâtiments épiscopaux proches de la Cathédrale. La tour du forgeur élevée entre 1354 et 1356 existe toujours. Sa pendante, la tour des Cordeliers, montée en 1417 a disparu. L'actuelle place des jacobins devient alors un rempart contre un éventuel assaillant. On détruit des maisons pour creuser des tranchées.
La place perdra progressivement son caractère défensif après la défaite de 1425. L'église Saint-Ouen est détruite et la place laissée vacante entre les portes de la ville et les couvents sert pour les fêtes populaires et religieuses. Deux événements marquants en témoignent : la grande procession de 1491 et la béatification de Pie V en 1713. La place des jacobins devient donc le centre de la vie sociale mancelle. Le château sera détruit en février 1617 sur ordre du comte d'Auvergne.

### Les prémices
Le moine franciscain Olivier Maillard fait combler le vallon qui subsistait entre le couvent des Jacobins et les murs d'enceinte. Il est probablement le premier à tirer parti de l'espace ainsi gagné qu'il utilise lors de sa prédication de juillet 1490. L'expérience s'avérant concluante, la foule sera de nouveau rassemblée pour la fête de la Nativité en 1539 et pour la représentation d'un drame religieux : Le Miracle de Théophile. Ce dernier événement a d'autant plus marqué les esprits que les cloches de la cathédrale, pour la première fois de leur existence, sont restées muettes pour ne pas déranger le spectacle. L'histoire ne fait état d'aucune autre représentation.
Le remblai est supprimé en 1589 par les Ligueurs, dans le but d'améliorer les défenses de la ville. Ils font creuser des fossés afin d'assurer la protection des nouvelles pièces d'artillerie. Étienne Martellange dresse un plan des lieux en 1624. À défaut de l'original, il est parvenu jusqu'à nous sous la forme d'une copie gravée exécutée au XVIIIe siècle. En 1687, on aplanit la partie occidentale devant les couvents pour la transformer en marché mais malgré les travaux effectués en 1689, on préférera l'installer un peu plus en contrebas, sur l'actuelle place de l'Éperon.
Mgr Louis de La Vergne-Montenard de Tressan 1670-1733 aménage un mail planté de quatre rangs d'ormeaux, fait abaisser la muraille et pratiquer une porte cochère afin d'obtenir une sortie directe de son évêché sur ce qui est alors la « promenade des Jacobins ». Sur l'actuelle place du jet d'eau, se situait un jardin clos appartenant au Chapitre. Les premiers espaces verts apparaissent au XVIIe siècle parallèlement à l'aménagement de la place des jacobins et de celle de l'Éperon, formant un débouché direct de la muraille sud-ouest.

### Une naissance républicaine

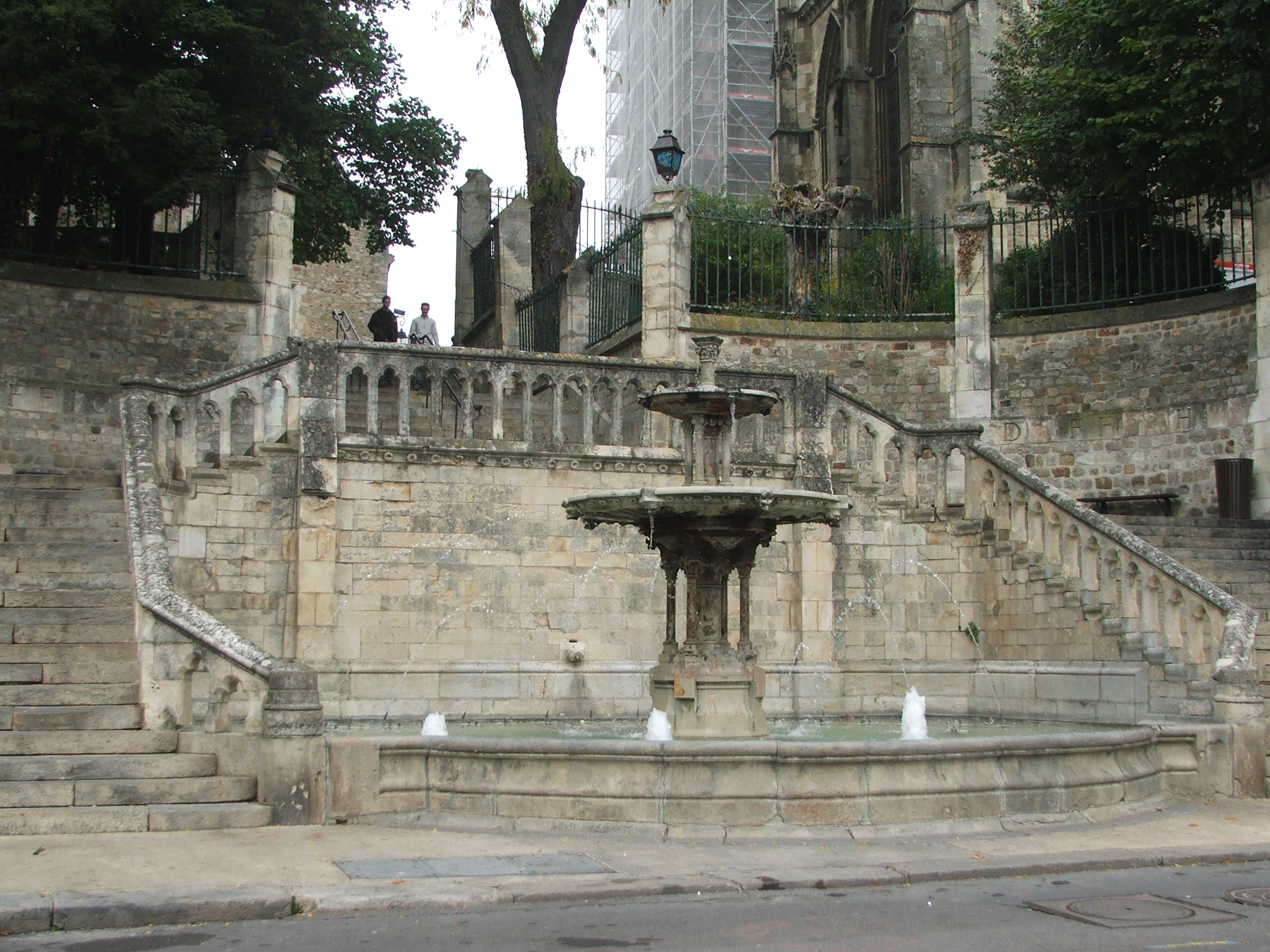
Place du Jet d'eau au nord.

La place naît sous la Révolution. Dès 1790, on veut détruire le grand mail qui occupe l'espace. C'est ainsi que Louis Bruyère, tout jeune diplômé des ponts et chaussées fait ses classes au Mans. La mise en vente des biens du clergé pour renflouer les caisses de l'État arrange les affaires du sous-ingénieur. La ville acquiert les deux couvents et commence l'aménagement de promenades. Bruyère en a la charge sous l'autorité de la ville et du nouveau conseil départemental, appelé assemblée départementale. Dès le 25 janvier 1792, juste après l'autorisation officielle, il se met au travail. Le jeune promu des ponts et chaussées, véritable penseur des Quinconces des Jacobins, réalise des nivellements sur 4 hauteurs prenant comme base basse le fond de l'ancien « vallon d'Isaac ». Tout autour, il dispose de multiples rangées d'arbres. Cet embellissement est d'autant mieux perçu qu'il répond à la crise économique que subit la jeune république. Dès le 30 janvier 1792, la ville engage 200 ouvriers. Les salaires sont fixés entre 8 et 10 sols. Les travaux sont interrompus en 1793 à cause de la guerre et des insurrections vendéennes qui touchent la ville.
La place des jacobins restera définitivement marquée par le massacre de toutes les captives vendéennes à la suite de la reprise de la ville le 13 décembre par les troupes de Westermann. On attribue le carnage à un certain Pierre Potier de la Morandière (septembre 1793 — 24 décembre 1793), alors maire du Mans. Ce bourreau fit tirer sur une trentaine de femmes et d'enfants après les avoir fait déshabiller, rouer de coups et parfois torturer. Ces femmes avaient été ramenées de Bonnétable et la tuerie a été commandée en guise de représailles après que l'une des prisonnières a dégainé et tenté d'atteindre un hussard. Les troupes républicaines se sont alors laissées déborder par un peuple manceau rempli de haine. Après le massacre, on a creusé une fosse commune au pied des murs d'enceinte. En réalité, des fouilles ont prouvé l'existence de quelque 2 000 cadavres répartis en 90 tombereaux, c'est-à-dire bien au-delà du nombre de victimes du 13 décembre. Enterrés trop près de la surface dans des conditions d'hygiène épouvantable, les corps n'ayant pas été consumés par la chaux, les bactéries se sont rapidement multiplié et propagé, ce qui causera une énorme épidémie. On a retiré ensuite les dépouilles du puits des Jacobins et des fosses des Promenades.

### Le centre d'un quartier

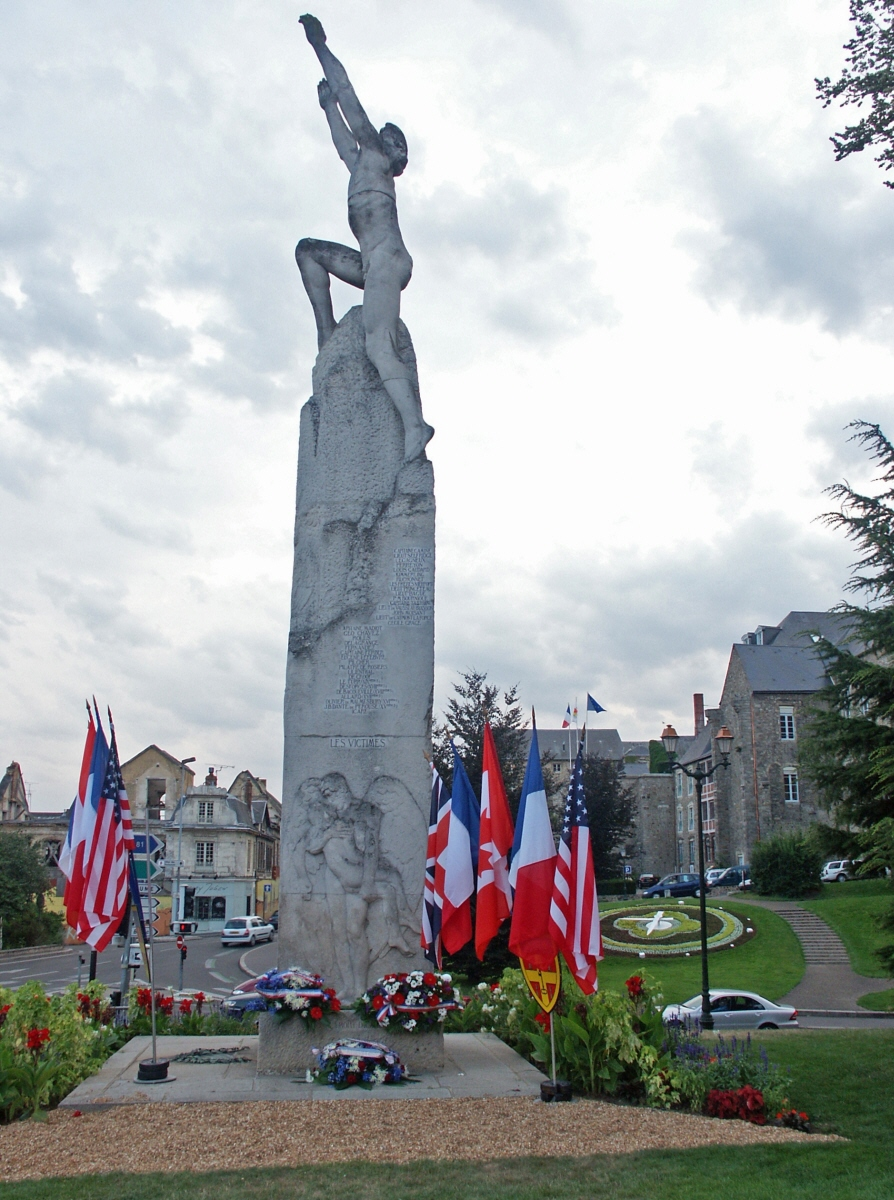
Alors encore installée sur la place, vers 2005, la statue représentant le vol d'Icare, en hommage à Wilbur Wright.

Louis Bruyère démissionne en janvier 1793. Sa carrière se poursuivra à Paris avec brio. Son œuvre dans la cité des Plantagenêts ne sera achevée que sous l'Empire avec la démolition du couvent des Jacobins en 1808. L'espace libéré en 1794 était entièrement tourné vers le commerce et tout spécialement le marché aux bestiaux. La place prit alors le nom de « place du Marché-aux-Bœufs ».
C'est dans ce tournant de siècles que s'installe la première grande bourgeoisie moderne du Mans. Aux alentours de la promenade sont construites de luxueuses demeures. Les actuelles rue Bruyère, rue du 33e Mobile, rue des Arènes ou rue du Cirque voient fleurir de petits pavillons. Naît le nouveau quartier bourgeois d'abord dit « des Promenades » puis des « Jacobins ».
Au XIXe siècle et au début du XXe siècle, le quartier des Jacobins constitue le nouveau centre économique de la ville dans une période où ruralité et industrie vont se côtoyer pour plusieurs décennies. L'historien Joseph Guilleux, voit dans cette place le « troisième pôle de la ville » après la vieille ville et la place des Halles (actuelle République). Mise à contribution dans une dynamique commerciale et comme symbole de la cité, la place offre au promeneur le spectacle de la cathédrale Saint-Julien, son joyau, trésor de la cité.
Dès la fin du XIXe siècle et tout au long du XXe siècle, les municipalités successives vont faire de la place des jacobins un espace privilégié pour des événements variés. S'y tiendra l'exposition internationale de 1911 ainsi que l'exposition coloniale de 1931. On y accueillera triomphalement les soldats américains lors des Première et Deuxième Guerres mondiales. Dans un autre registre, l'une des festivités les plus populaires de la ville, après le pesage des 24 Heures du Mans, sera longtemps les 4 jours du Mans, à la fois fête foraine, foire et spectacles en soirée se terminant parfois par un feu d'artifice.
Une statue érigée à la gloire de Wilbur Wright (16 avril 1867 - 30 mai 1912) par Paul Landowski en 1920 rappelle les premiers vols de l'un des deux pionniers américains de l'aviation, effectués à bord du Flyer Model A en août 1908 aux Hunaudières et au Camp d'Auvours, à Champagné (Sarthe) le 15 septembre 1908. La statue d'Icare qui commémorait l'événement a été démontée et remisée en avril 2012 pour faciliter les travaux liés à l'arrivée du tramway, et réinstallée en septembre 2013, près du pont de Fer, à l'extrémité nord de l'île aux Planches, dominant la Sarthe et non loin du port.  
Dans la seconde moitié du XXe siècle en même temps que le Vieux-Mans s'assagissait et s'embourgeoisait, la place des Jacobins cédait son caractère festif aux impératifs administratifs avec la construction d'une Cité judiciaire.
Les municipales de 2008 n'ont étrangement pas échappé à cette multitude de restructurations urbaines avec la destruction du théâtre des Jacobins, remplacé par un multiplexe « Opéra-Théâtre-Cinéma ».

### Une nouvelle place en 2013
Le 19 décembre 2008, le permis de construire était signé pour un « Espace culturel Jacobins » en remplacement du théâtre municipal détruit en décembre 2009, dont on a gardé les sept statues de bronze doré d'André Bizette-Lindet. Mis en service en 2013, le futur équipement accueille un nouveau théâtre (822 places), des salles de cinéma (11 salles ; 2100 places), un espace polyvalent de 305 m2, une salle de répétition de 300 m2, un lieu d'exposition de surface équivalente et un parking souterrain de 610 places.
Le jeudi 30 juin 2011 une représentante de l'agence d'urbanisme Richez présentait les projets d'aménagement de la place des jacobins aux élus du Mans Métropole réunis en conseil.
Les travaux d'aménagement de la nouvelle place se sont achevés en octobre 2013. La place est traversée par la ligne T2 du tramway qui va des Hauts de Coulaines au quartier des Sablons. L'ensemble présente deux esplanades respectivement au pied de la cathédrale et face au complexe cinéma-théâtre.

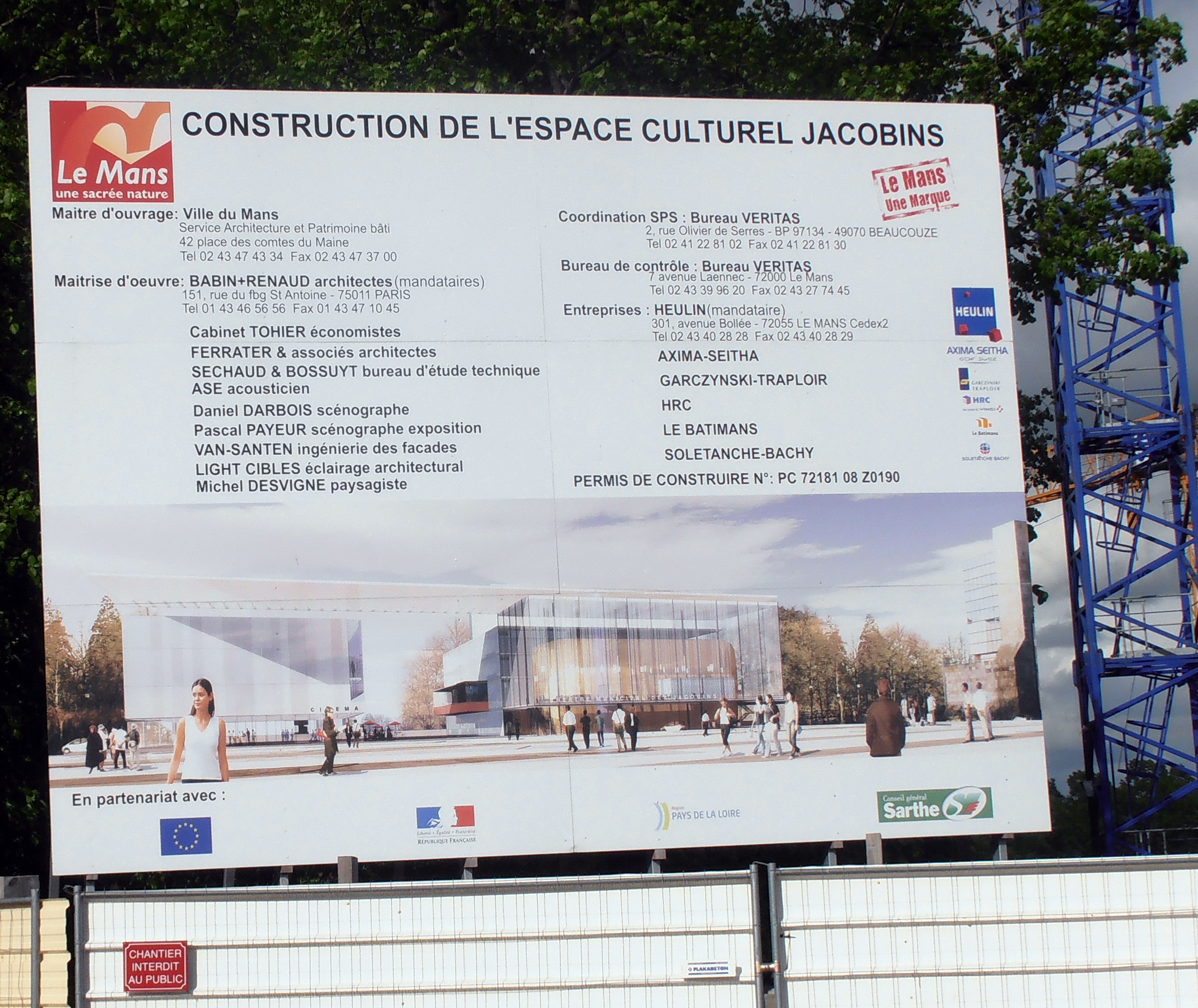
Responsables de la rénovation.
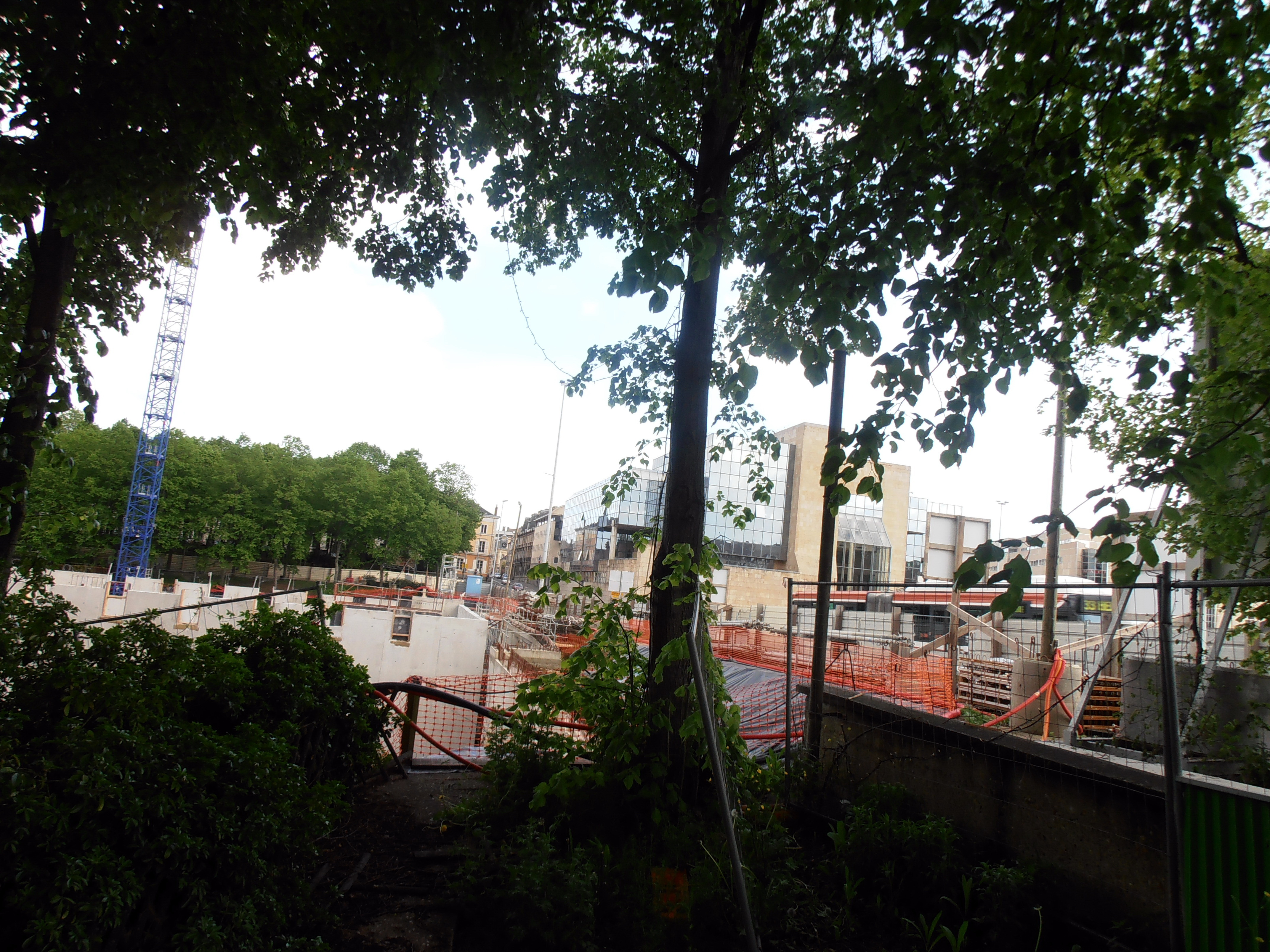
L'espace culturel en mai 2012.
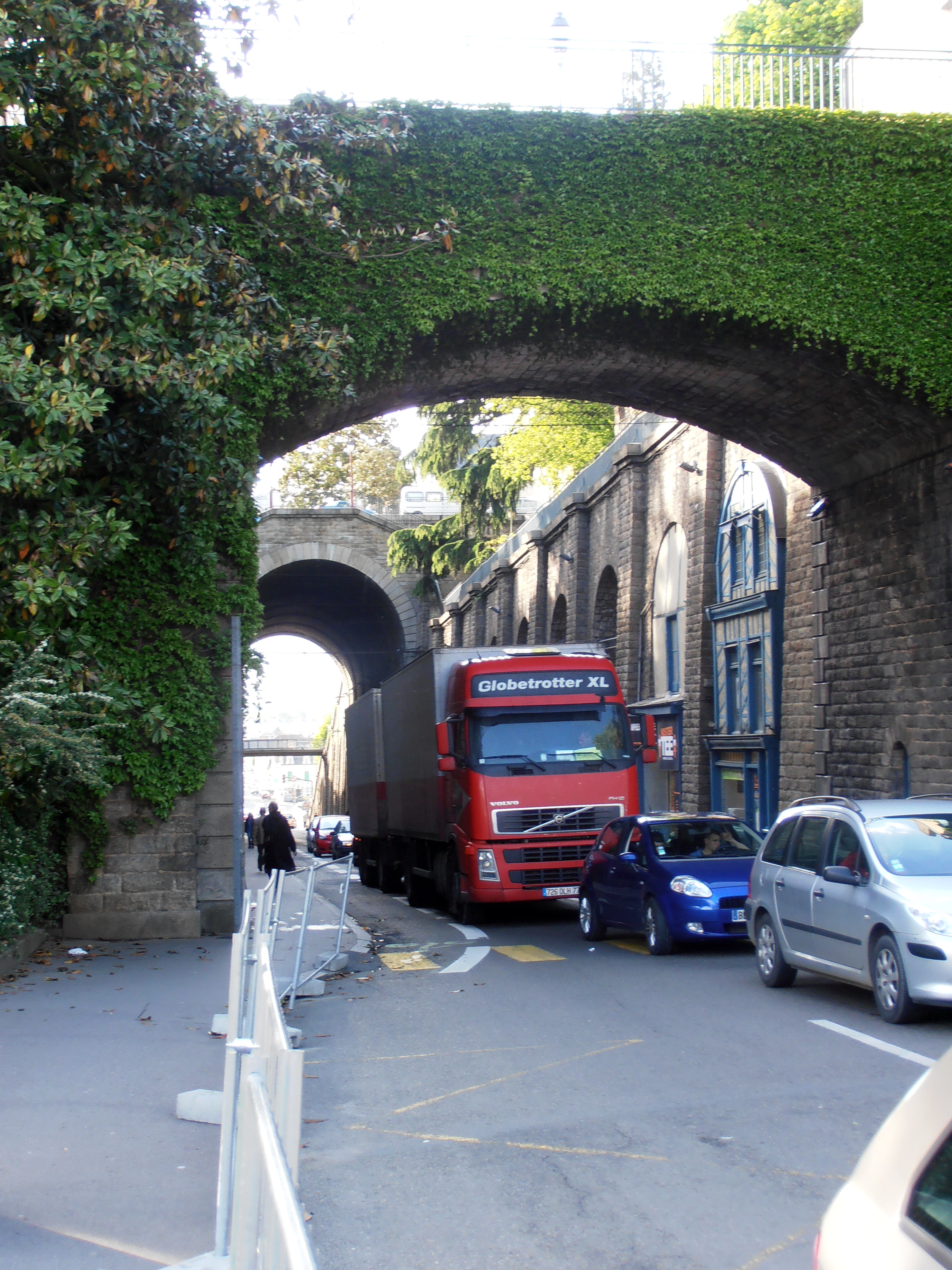
Le tunnel, entrée principale de la place des Jacobins.
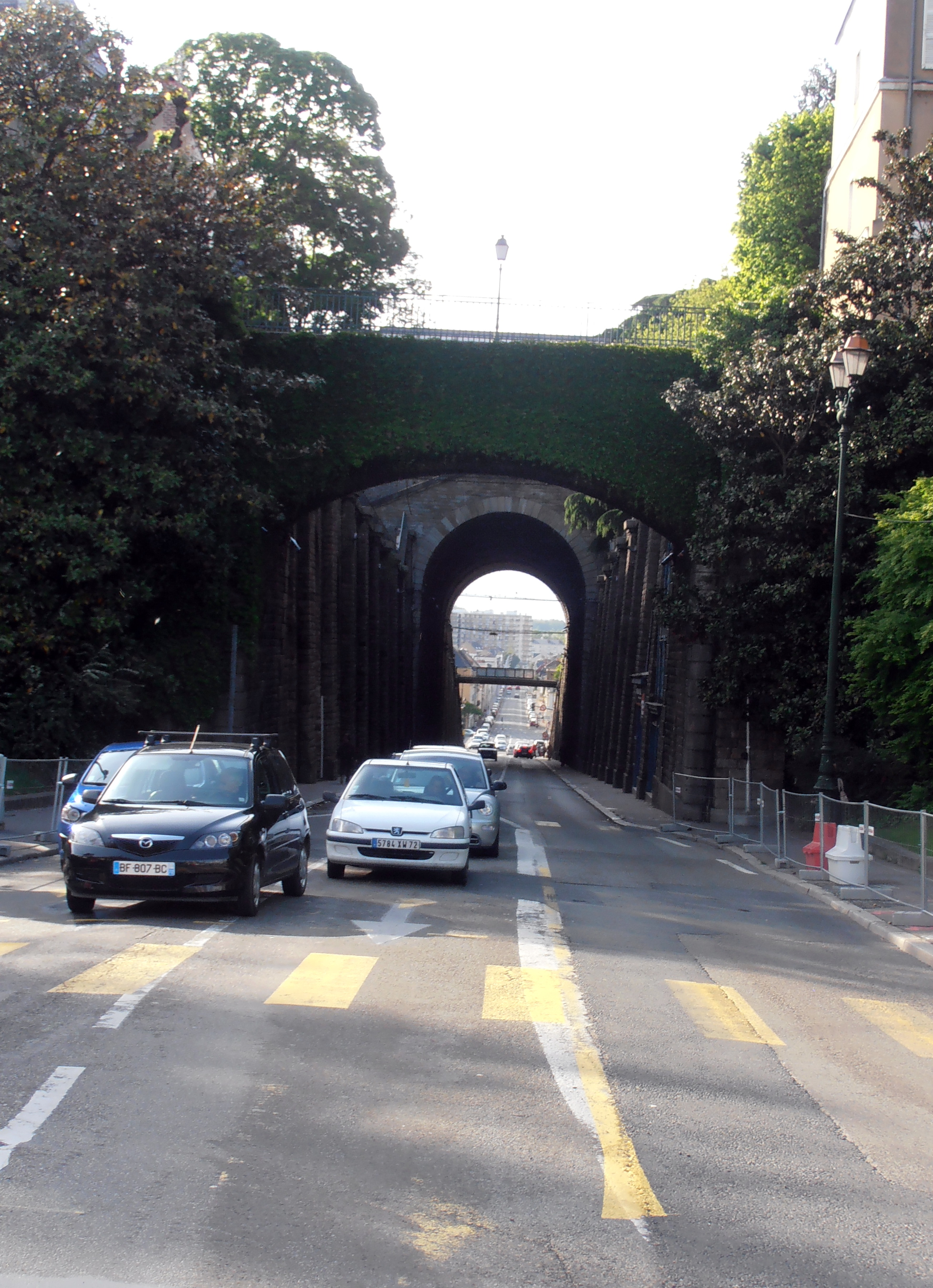
Le tunnel en travaux en mai 2012.
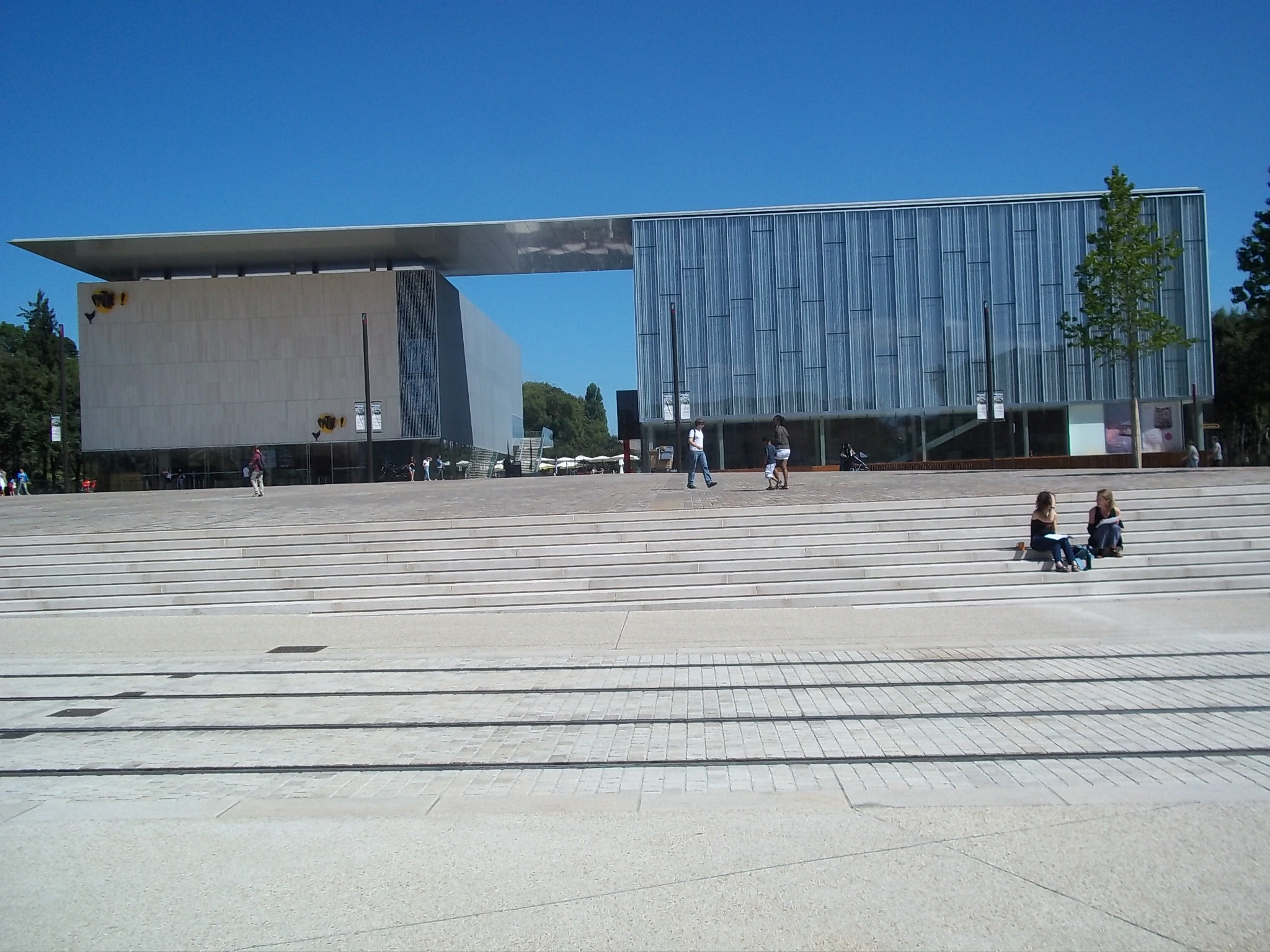
L'ensemble cinéma-théâtre.

### Évènements

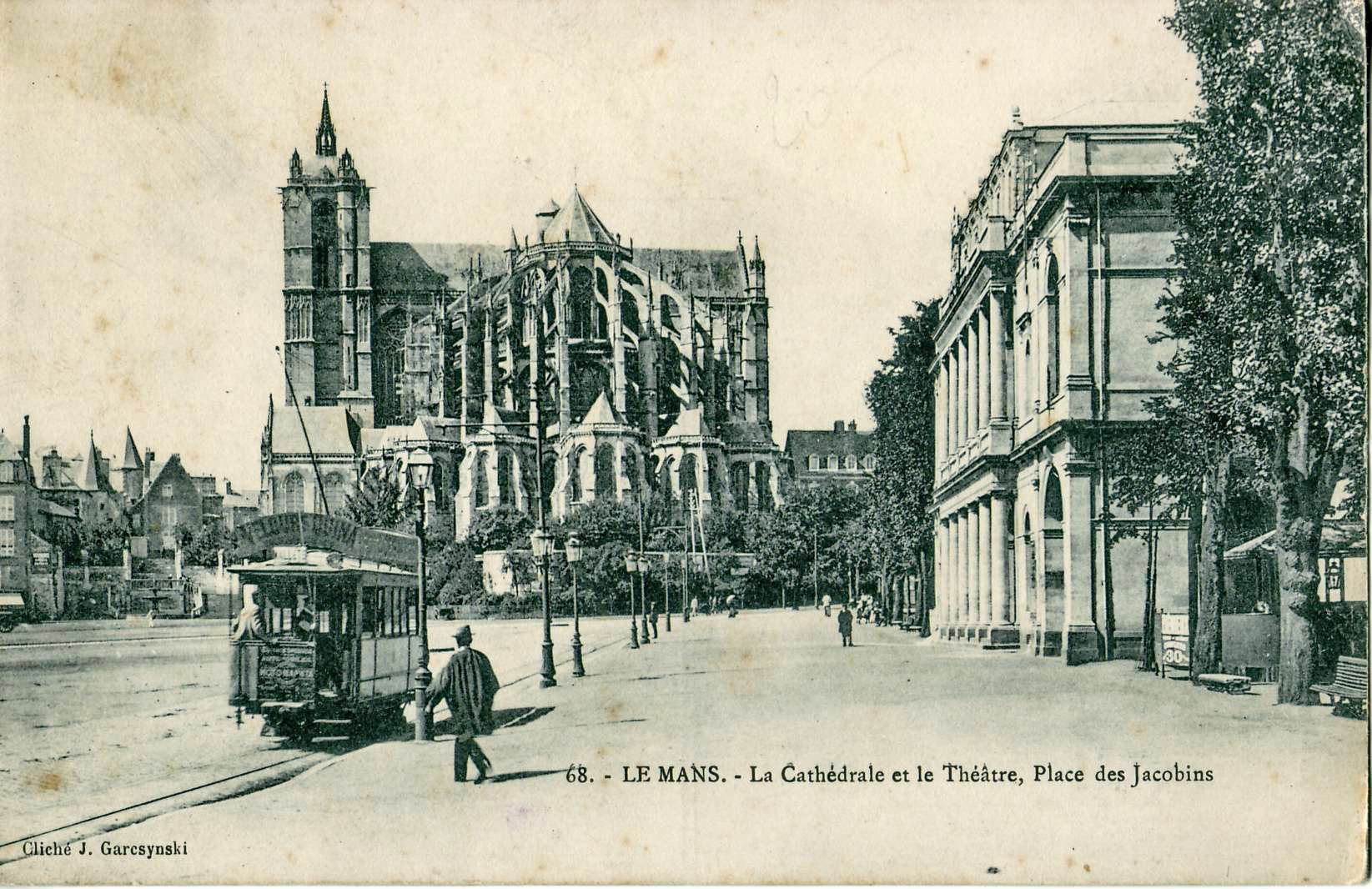
La cathédrale Saint-Julien et le Théâtre du Mans au début du siècle lors du passage d'un tramway

Parmi les évènements locaux d'importance on retiendra :
Les événements militaires
- Les compagnies de la Garde nationale se réunissaient sur la place au XIXe siècle. Les revues s'y sont déroulées tout au long du Second Empire et de la Troisième République. Charles Suan a immortalisé la revue de 1848 avec une huile sur toile, aujourd'hui propriété des musées du Mans.
- Les prises d'armes de la cérémonie du 14 juillet se sont déroulées dès 1880. La dernière revue de troupes a été effectuée le 14 juillet 2000.
- On a opéré la mobilisation des deux guerres mondiales sur la place occupée à l'automne 1914 par des véhicules anglais pour la circonstance.

Les événements sportifs
- La YMCA a organisé des matchs de boxe aux alentours de la Première Guerre mondiale.
- Le 29 mai 1910 la grande arrivée de la course vélocipédique Paris-Le Mans eut lieu sur la place.
- De nos jours, les 24 Heures du Mans automobiles occupent la place une fois par an pendant plusieurs jours. Outre le pesage des véhicules[28], des défilés et présentations se succèdent pendant une semaine devant des milliers de spectateurs.

Les événements politiques
- Le 14 juillet 1792, des manifestants manceaux y défendent le mouvement révolutionnaire. Le 14 juillet 1935, le parti socialiste appelle à un des plus grands rassemblements jamais effectués.
- Le 7 août 1843, le duc de Nemours, fils de Louis-Philippe rend visite aux Manceaux.
- Le mardi 22 août 1944, quinze jours après la libération du Mans, le général de Gaulle s'adresse aux Manceaux du haut d'un balcon du théâtre municipal.